# Arrest Booy/Wisman
Booy/Wisman of Kraanwagen (HR 21 januari 1966, ECLI:NL:HR:1966:AC4621.) is de roepnaam van een belangrijk, op 21 januari 1966 door de Nederlandse Hoge Raad gewezen arrest met betrekking tot het leerstuk dwaling. Het arrest is illustratief voor dwaling die te wijten is aan inlichtingen van de wederpartij, en verduidelijkt dat toekomstige verwachtingen die betrekking hebben op gevolgen van bestaande eigenschappen geen zuiver toekomstige omstandigheden zijn die in de weg staan aan een geslaagd beroep op dwaling. Het wordt in de rechtswetenschap en rechtspraktijk als standaardarrest beschouwd.

## Feiten en procesverloop
De feiten die aanleiding gaven tot het arrest waren als volgt. In of omstreeks juli 1962 toont de heer Wisman, directeur van Wisman en Zoon NV, interesse in een door G. Booy te koop aangeboden 20-tons mobiele kraan. Wisman vertelt Booy dat hij de kraan wil inzetten voor het lossen van schepen in verschillende havens in de provincies Friesland en Groningen en dat hij dus, om met de kraan over de openbare weg van haven naar haven te mogen rijden, een kentekenbewijs nodig heeft. Booy vertelt Wisman dat verschillende andere firma's al eenzelfde kraan in bedrijf hebben, en dat voor de door hem aangeboden kraan dus zeker een kentekenbewijs zal worden verstrekt. Wisman heeft de kraan daarop in augustus 1962 van Booy gekocht voor een bedrag van ƒ 90.000. De Rijksdienst voor het Wegverkeer weigert echter het door Wisman aangevraagde kentekenbewijs, hoewel Wisman alle aanwijzingen van Booy die verkrijging ervan mogelijk zouden moeten maken heeft opgevolgd. Het eigen gewicht van de kraan onder de achteras, het totaal eigen gewicht van de kraan, en de breedte van het voertuig maakten dat het onmogelijk was er een kentekenbewijs voor te krijgen.
Wisman en Zoon NV dagvaardt Booy voor de Rechtbank Utrecht en vordert onder meer vernietiging van de koopovereenkomst wegens dwaling. Zij stelt daartoe dat zij de kraan niet zou hebben gekocht als zij had geweten dat daarvoor geen kentekenbewijs verkregen kon worden, en dat Booy wist dat dit voor haar van doorslaggevende betekenis is geweest om de kraan te kopen.
De vordering wordt door de rechtbank afgewezen maar in hoger beroep door het gerechtshof alsnog toegewezen. Booy stelt tegen het arrest van het hof beroep in cassatie in bij de Hoge Raad.

## Beoordeling door de Hoge Raad
In cassatie voert Booy onder meer aan dat Wisman gedwaald heeft omtrent een toekomstige omstandigheid, namelijk het latere verkrijgen van een kentekenbewijs, en dat vernietiging niet kan worden gegrond op een dwaling die een uitsluitend toekomstige omstandigheid betreft (vergelijk het huidige artikel 228, tweede lid, van Boek 6 van het Burgerlijk Wetboek). De Hoge Raad overweegt hieromtrent:

dat 's Hofs beslissing aldus is te verstaan dat de voorstelling die Wisman bij het sluiten van de overeenkomst had inhield, dat toen de kraan de eigenschappen bezat die naar de toen geldende voorschriften vereist waren voor het verkrijgen van een kentekenbewijs;
dat de onjuistheid van deze voorstelling alzo vormde een dwaling omtrent ten tijde van het sluiten van de overeenkomst bestaande omstandigheden en niet een dwaling in een toekomstverwachting, al was de bij juistheid van de voorstelling te verwachten verkrijging van het kentekenbewijs een toekomstige gebeurtenis;
dat het middel mitsdien in zijn beide onderdelen faalt;

Het gaat er volgens de Hoge Raad dus om dat de kraan ten tijde van het sluiten van de koopovereenkomst de eigenschappen had moeten bezitten die de latere verkrijging van een kentekenbewijs mogelijk zouden maken. Het ging hier dus niet om een zuiver toekomstige omstandigheid.
Booy voert tevens aan dat Wisman zelf onderzoek had moeten doen naar de mogelijkheid om voor de betreffende kraan een kentekenbewijs te krijgen, en dat hij niet zomaar op de door Booy gedane mededelingen had mogen vertrouwen. De Hoge Raad verwerpt ook dit middel, overwegende:

dat voor degeen die overweegt een overeenkomst aan te gaan, tegenover de wederpartij een gehoudenheid bestaat om binnen redelijke grenzen maatregelen te nemen om te voorkomen dat hij onder de invloed van onjuiste veronderstellingen zijn toestemming geeft, in dier voege dat bij het achterwege laten van zodanige maatregelen de regels van de goede trouw kunnen meebrengen dat hij zich niet met vrucht op dwaling kan beroepen;
dat in het algemeen die gehoudenheid tegenover de wederpartij niet zo ver gaat, dat hij niet zou mogen afgaan op de juistheid van door deze wederpartij gedane mededelingen, en integendeel veelal de regels van de goede trouw er zich tegen zullen verzetten, dat de wederpartij ter afwering van een beroep op dwaling aanvoert dat ten onrechte op de juistheid van haar mededelingen is vertrouwd;

De stelling dat de dwalende partij ten onrechte is afgegaan op de inlichtingen van de wederpartij zal dus in het algemeen in strijd zijn met de redelijkheid en billijkheid ('de regels van de goede trouw'). Deze laatste overweging komt men in een iets andere vorm ook al tegen in het negen jaar eerder gewezen arrest Baris/Riezenkamp (HR 15 november 1957, ECLI:NL:HR:1957:AG2023.).